# Pedrito de Portugal
Pedrito de Portugal, nome artístico de Pedro Alexandre Roque Silva (Lisboa, 11 de fevereiro de 1975) é um matador de touros português.
Filho de um bandarilheiro profissional, de seu nome Roque Silva, e incentivado por este, Pedrito de Portugal deu nas vistas após vencer um concurso que procurava novos talentos na arte de tourear, organizado pela empresa da Praça de Touros do Campo Pequeno, em Lisboa, corria o ano de 1982. Porém, sendo muito jovem para se lançar nas lides tauromáquicas, foi ensinado pelo pai para quando surgisse a altura ideal — aos 14 anos Pedrito de Portugal debutou em público, como novilheiro amador, na Praça de Touros de Setúbal, corria o ano ano de 1989.
No ano de 1991 o jovem aprendiz de toureiro cruzou a fronteira e em Espanha — onde é permitida a lide integral do touro — Pedrito pode debutar com picadores, na praça de Tarazona de la Mancha; passando então à categoria de novilheiro profissional. Ao regressar a Portugal, não tendo a idade legal para o efeito, o então Ministro do Trabalho acabaria por conceder uma autorização especial a Pedrito, para que este pudesse apresentar-se nas praças portuguesas já como novilheiro profissional.
Quando Pedrito tomou a alternativa de matador de touros era já um fenómeno de popularidade. A cerimónia da profissionalização ocorreu em Badajoz, em plena Feira de San Juan, a 26 de junho de 1994, com Paco Ojeda, como padrinho, e Finito de Córdoba, como testemunha, diante touros de Mercedes Pérez-Tabernero. Milhares de portugueses seguiram-no até Badajoz para assistir a esse momento marcante da sua carreira. A seguir, esgotou a Monumental do Campo Pequeno ao apresentar-se já como matador profissional em Portugal.
Como é regra em Espanha, Pedrito de Portugal confirmou a alternativa em Las Ventas, Madrid, a 15 de maio de 1996. Teve como padrinho José Miguel Arroyo «Joselito», e, novamente, como testemunha, Finito de Córdoba, lidando-se touros de Jiménez Indarte.
Depois de na fase inicial da sua carreira ter atuado sobretudo em Espanha e França, o seu percurso profissional continuou na América Latina, tendo passado com sucesso pelo México, Perú, Equador, Venezuela e Colômbia — destaca-se o facto de ter conquistado, pelas suas atuações, o troféu Jesús del Gran Poder, da Feira de Quito, no Equador; e o troféu El Señor de los Cristales, da Feira de Cali, na Colômbia. 
Nesses países, Pedrito de Portugal pôde exercer de forma cabal a sua profissão de matador de touros, algo que por lei não lhe era permitido em Portugal. Mesmo assim, em 2001, na Monumental Daniel do Nascimento, na Moita, no final de uma lide, entendeu aceder ao pedido do público e encerrar a estoque a lide de um touro, em vez de se limitar a simular a sorte suprema com uma bandarilha. Em julho de 2003 foi condenado a pagar 100 mil euros de multa por ter violado o regulamento tauromáquico português, que proíbe a morte do touro na arena; exceto em Barrancos e, desde 2014, também em Reguengos de Monsaraz. 